# Рафаель Бокко
Джон Рафаель Бокко або просто Рафаель Бокко (англ. John Raphael Bocco; нар. 5 серпня 1989, Дар-ес-Салам, Танзанія) — танзанійський футболіст, нападник клубу «Сімба».

## Клубна кар'єра
Народився в Дар-ес-Саламі, футбольну кар'єру розпочав у 2007 році в складі місцевого клубу «Азам», за який відіграв 10 років. У клубі виступав з капітанською пов'язкою.
У червні 2017 року підписав 2-річний контракт з СК «Сімба».

## Кар'єра в збірній
У 2009 році дебютував у складі національної збірної Танзанії з футболу, грав у матчах кваліфікації до Чемпіонату світу.

### Голи за збірну
| Гол | Дата              | Місце                                        | Суперник | Рахунок | Результат | Змагання          |
| --- | ----------------- | -------------------------------------------- | -------- | ------- | --------- | ----------------- |
| 1.  | 8 листопада 2009  | Алі Мосен Аль-Мураши, Сана, Ємен             | Ємен     | 1–0     | 1–1       | Товариський       |
| 2.  | 8 грудня 2009     | Національний стадіон Нйайо, Найробі, Кенія   | Еритрея  | 1–0     | 4–0       | Кубок КЕСАФА 2009 |
| 3.  | 30 листопада 2010 | Національний стадіон, Дар-ес-Салам, Танзанія | Сомалі   | 2–0     | 3–0       | Кубок КЕСАФА 2010 |
| 4.  | 25 листопада 2012 | Мандела Нешинл Стедіум, Кампала, Уганда      | Судан    | 1–0     | 2–0       | Кубок КЕСАФА 2012 |
| 5.  | 25 листопада 2012 | Мандела Нешинл Стедіум, Кампала, Уганда      | Судан    | 2–0     | 2–0       | Кубок КЕСАФА 2012 |
| 6.  | 1 грудня 2012     | Лугого Стедіум, Кампала, Уганда              | Сомалі   | 3–0     | 7–0       | Кубок КЕСАФА 2012 |
| 7.  | 1 грудня 2012     | Лугого Стедіум, Кампала, Уганда              | Сомалі   | 4–0     | 7–0       | Кубок КЕСАФА 2012 |
| 8.  | 3 грудня 2012     | Лугого Стедіум, Кампала, Уганда              | Руанда   | 2–0     | 2–0       | Кубок КЕСАФА 2012 |
| 9.  | 18 травня 2014    | Національний стадіон, Дар-ес-Салам, Танзанія | Зімбабве | 1–0     | 1–0       | кв КАН 2015       |
| 10. | 1 липня 2014      | Ботсвана Нешинл Стедіум, Габороне, Ботсвана  | Ботсвана | 2–4     | 2–4       | Товариський       |
| 11. | 4 липня 2015      | Наківубо Стедіум, Кампала, Уганда            | Уганда   | 1–0     | 1–1       | кв ЧАН 2016       |
| 12. | 22 листопада 2015 | Аддіс-Абеба Стедіум, Аддіс-Абеба, Ефіопія    | Сомалі   | 1–0     | 4–0       | Кубок КЕСАФА 2015 |
| 13. | 22 листопада 2015 | Аддіс-Абеба Стедіум, Аддіс-Абеба, Ефіопія    | Сомалі   | 4–0     | 4–0       | Кубок КЕСАФА 2015 |
| 14. | 30 листопада 2015 | Аддіс-Абеба Стедіум, Аддіс-Абеба, Ефіопія    | Ефіопія  | 1–0     | 1–1       | Кубок КЕСАФА 2015 |

## Досягнення
- Прем'єр-ліга
  -  Чемпіон (1): 2013/14
  -  Срібний призер (5): 2011/12, 2012/13, 2014/15, 2015/16, 2017/18

- Клубний кубок КЕСАФА
  -  Володар (1): 2018